# Tungkop
Tungkop is een bestuurslaag in het regentschap Aceh Barat van de provincie Atjeh, Indonesië. Tungkop telt 394 inwoners (volkstelling 2010).